# Caroline Watson
Pour les articles homonymes, voir Watson.
Caroline Watson (Londres, vers 1761 — Londres, 1814) est une graveuse au pointillé britannique.
Fille du graveur irlandais James Watson, elle est considérée comme la première graveuse professionnelle britannique indépendante, et la seule du XVIIIe siècle.
Soutenue par la reine Charlotte, qui en fait la graveuse de Sa Majesté, par les premières marchandes d'estampes ainsi que par plusieurs artistes et éditeurs influents tels que Joshua Reynolds et John Boydell, sa production abondante est principalement constituée de portraits qu'elle grave d'après les plus grands portraitistes de son époque.

## Biographie

### Jeunesse et débuts
Caroline Watson naît à Londres vers 1761,. Elle est la fille de James Watson (1740-1790), graveur en manière noire, auprès de qui elle étudie la gravure,, et de son épouse Mary (née vers 1740, morte avant 1790). Elle se spécialise néanmoins dans la technique du pointillé, devenue à la mode avec la demande d'estampes représentant des meubles dans les années 1770, dont on ignore qui a été son professeur.

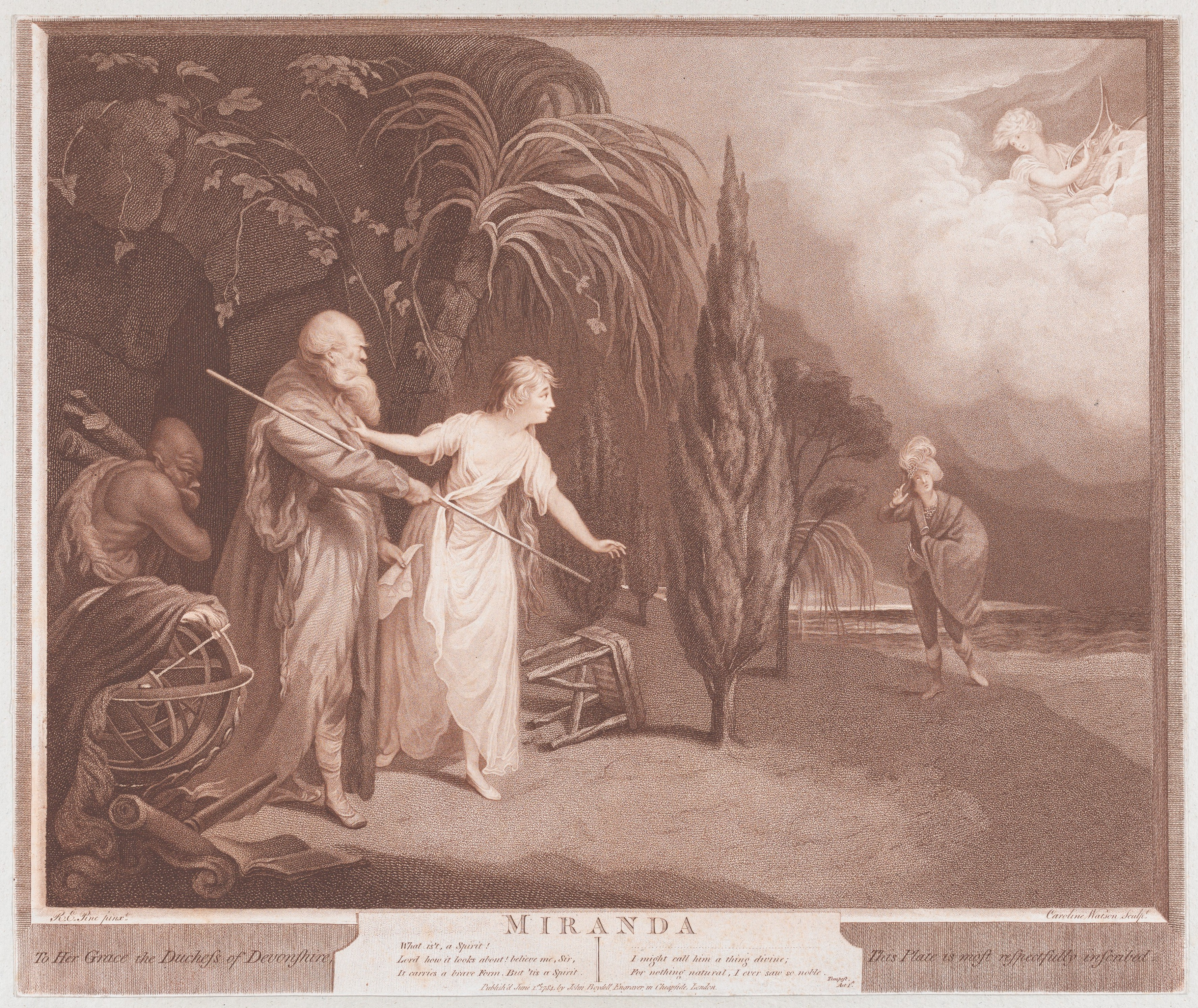
Miranda (d'après Robert Edge Pine), dans The Tempest, Acte 1, Scène 2 (1784, Metropolitan Museum of Art).

Ses premières plaques signées datent de 1780, et elle a produit une moyenne de deux ou trois estampes par an. Dès 1781, l'important éditeur John Boydell l'engage pour produire des estampes et publie la première cette année-là : Boy and Dog. Le peintre Robert Edge Pine l'engage à son tour pour graver ses tableaux sur des scènes de William Shakespeare ; il tient une exposition de ces tableaux, mais leur approche imaginative plutôt que fidèle aux mises en scène shakespeariennes est un échec, et les gravures sont rachetées par Boydell, quelques années avant qu'il lance la Boydell Shakespeare Gallery. Par ailleurs, la délicatesse de son dessin convient parfaitement aux gravures de reproduction de miniatures au moyen du pointillé, dont elle grave une vingtaine, sept d'après Samuel Shelley,.

### Carrière
Bien qu'il ait existé plusieurs femmes graveuses au Royaume-Uni avant elle, Caroline Watson peut être considérée comme la première graveuse professionnelle britannique indépendante, et la seule du XVIIIe siècle : ses prédécesseures travaillaient en amateur ou dans le cadre d'entreprises familiales,. Selon le Dictionary of Women Artists, le meilleur exemple de ce changement de paradigme sera l'édition du poème The Winter Day de Mary Robinson publié en 1804 par Rodolphe Ackermann avec des aquatintes de Caroline Watson d'après des dessins de Maria Cosway. Sa production coïncide avec une époque où les femmes deviennent de plus en plus importantes en tant qu'acheteuses d'estampes, et ses sujets s'alignent sur ce changement en répondant au goût féminin,.
C'est ainsi qu'elle reçoit le soutien d'autres femmes, dont la reine Charlotte qui la nomme « graveuse de la reine » en 1785,. À partir de cette année-là, elle signe systématiquement ses estampes « Caroline Watson, Engraver to Her Majesty ». Elle est aussi soutenue par plusieurs hommes influents ; ils connaissent tous son père, qui a vécu avec elle jusqu'à sa mort en 1790, et ce dernier l'a probablement aidée avec la vente des estampes,. Parmi eux, les peintres Robert Edge Pine, Joshua Reynolds — qui lui commande deux gravures de reproduction en 1786 et 1788, la première étant une miniature du poète John Milton, pour laquelle Reynolds fait inscrire son appréciation en louant « l'absolue exactitude » de son exécution — et Ozias Humphry, et surtout l'imprimeur John Boydell, qui a édité plusieurs de ses estampes et pour lequel Caroline Watson a travaillé dans son projet de la Boydell Shakespeare Gallery, sous la recommandation de Reynolds,. Une autre association fructueuse est celle avec le diplomate et collectionneur John Stuart (1er marquis de Bute) et son épouse : Caroline Watson grave jusqu'à la fin de sa carrière plusieurs portraits d'eux et de leur famille ; ces estampes, bien rémunérée et qu'elle publie elle-même, sont probablement uniquement destinées à un usage privé et pour offrir aux amis de la famille,.
L'apogée de sa carrière se situe ainsi à la fin des années 1780, en pleine expansion du marché de l'estampe en Angleterre, avec en point d'orgue sa collaboration avec Boydell. Les années 1790 sont plus difficiles, comme pour tous les graveurs indépendants, impactés par la contraction du marché de l'estampe faisant suite à la Révolution française en 1789 qui débouche sur l'éclatement de la guerre entre la Grande-Bretagne et la France.

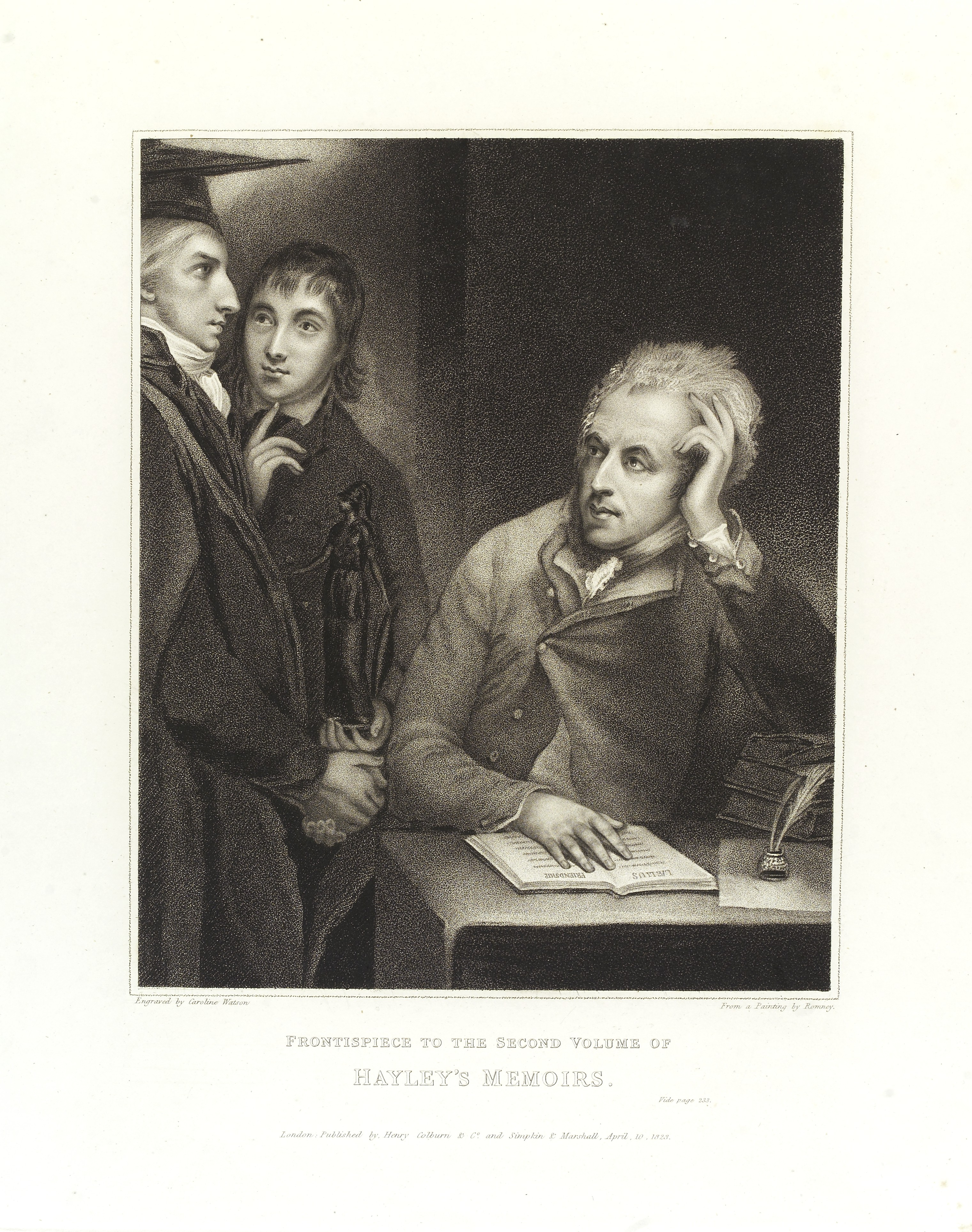
William Hayley, writer, seated. A tutor and pupil stand, d'après George Romney pour le frontispice du second volume des Haley's Memoirs (Wellcome Collection).

En 1804, elle se tourne vers l'illustration de livres et produit alors douze aquatintes d'après des dessins de Maria Cosway — apparemment son seul projet d'envergure avec cette technique — pour l'édition du poème The Winter Day de Mary Robinson publié en 1804 par Rodolphe Ackermann,. À la fin de sa carrière, le poète et homme de lettres William Hayley se lie d'amitié avec elle et de nombreux autres artistes. Il l'admire pour son indépendance malgré sa santé fragile et pour sa fiabilité et sa qualité comme collaboratrice. Alors qu'il avait employé William Blake pour graver des illustrations de ses livres, il choisit Caroline Watson pour son Life of Romney en 1809,.

### Fin de vie
Sa santé décline fortement à partir de 1811, et Caroline Watson meurt à Pimlico, dans le centre de Londres, le 10 juin 1814 à l'âge de 54 ans. Elle est enterrée à St Marylebone Church, où des lignes de l'écrivain William Hayley ont été gravées sur une tablette.
Modeste et peu sociable, elle était très estimée,,. Sa richesse à sa mort laisse penser que sa carrière a été couronnée de succès. Bien qu'elle ait bénéficié du patronage, comme tout artiste professionnel, elle doit avant tout ce succès à « sa grande habileté et à son dévouement en tant que graveur ».

## Œuvre

### Œuvre gravé
Prolifique, elle pratique principalement la méthode du pointillé « avec beaucoup d'habileté et de raffinement » ainsi que la manière noire,.
Elle grave de nombreux portraits d'après des dessins qu'elle fait d'après des tableaux des principaux portraitistes de l'époque, dont Thomas Gainsborough, George Romney, Joshua Reynolds, dont un portrait du prince Guillaume de Gloucester (1784) et une paire de petites plaques des princesses Sophie et Marie, et John Hoppner, qu'elle dédie à la reine (1785), à la suite de quoi elle est nommée « graveuse de sa majesté »,,,.
De ses autres œuvres, les plus notables sont les portraits de James Harris et de Mme Stanhope, tous deux d'après Reynolds ; Catherine II, d'après Alexandre Roslin ; William Woollett et Benjamin West, d'après Gilbert Stuart ; John Milton, d'après le portrait réputé de Samuel Cooper.
Caroline Watson a aussi interprété le Mariage mystique de sainte Catherine du Corrège, et gravé les plaques pour The Life of Romney de William Hayley. Pour la Boydell Shakespeare Gallery, elle a gravé la Mort du cardinal Beaufort (pour Henry VI, part 2, Act III, scene 3), d'après Reynolds, ainsi que Tempest, Act V, scene 1 d'après Francis Wheatley,.
Watson a également exécuté un ensemble d'aquatintes du Progress of Female Virtue and Female Dissipation (« Progrès de la vertu féminine et de la dissipation féminine »), d'après des dessins de Maria Cosway. Elle a aussi interprété plusieurs tableaux appartenant au marquis de Bute.
Certaines de ses œuvres ont été imprimées en couleur, dont les portraits des princesses Marie et Sophia, Mrs Stanhope et le Saint Matthieu d'après Rubens (1788).

Quelques estampes de Caroline Watson
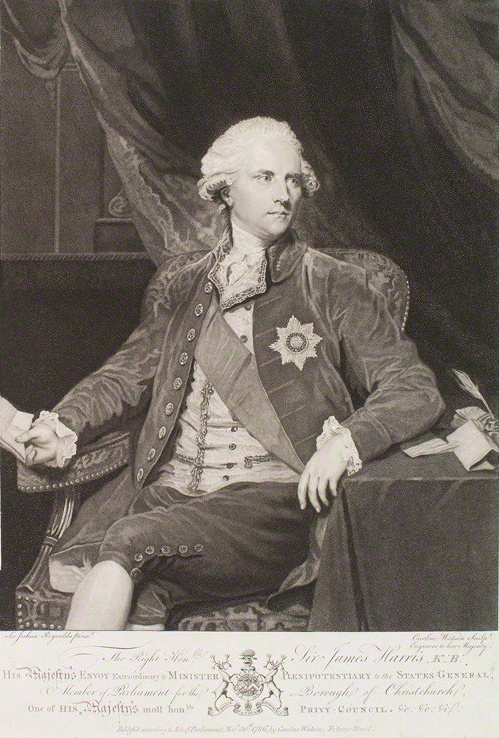
Portrait de James Harris, 1er comte de Malmesbury) (1786, National Portrait Gallery).
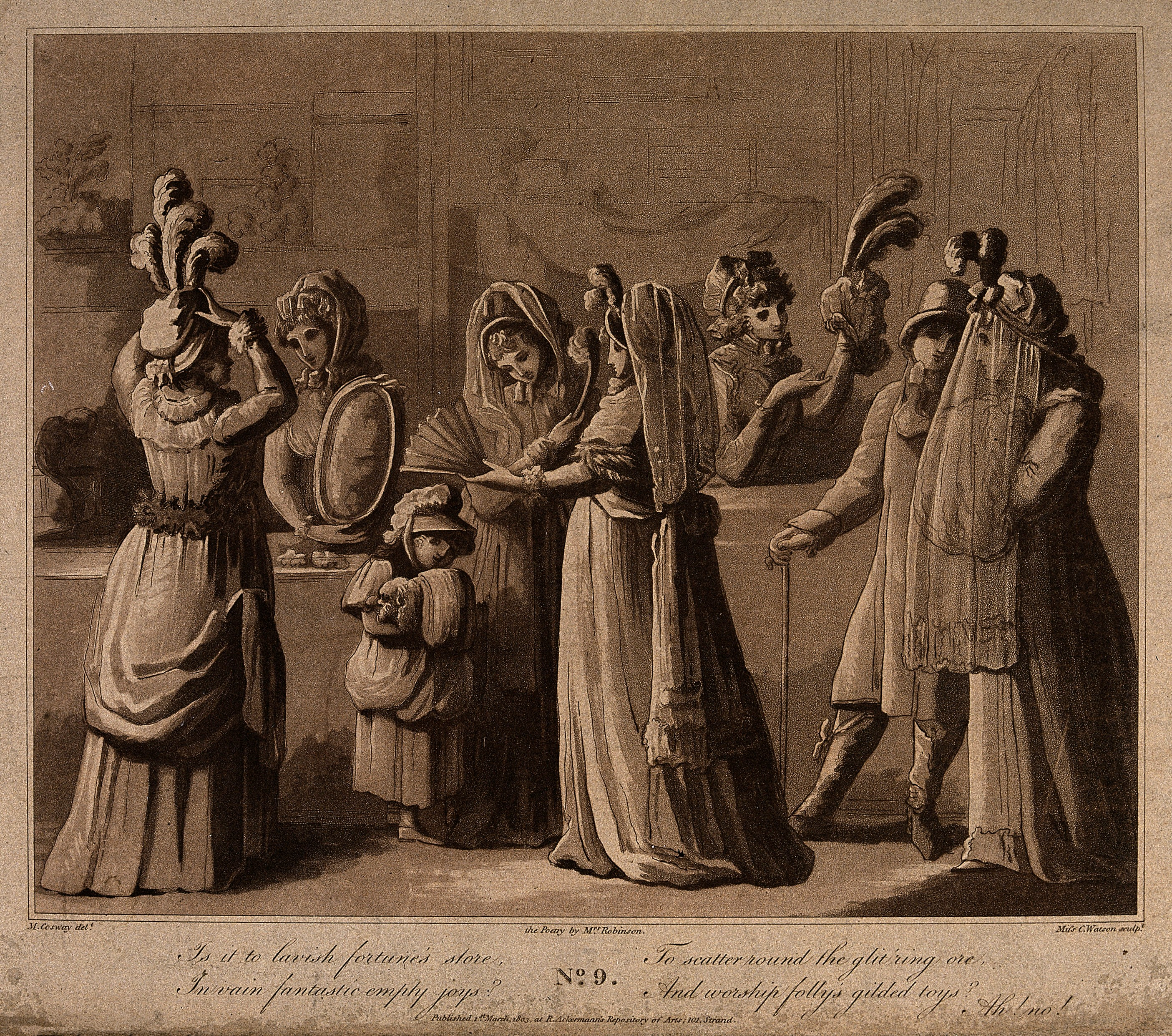
Young women are trying on hats and looking at fans in a mill, tirée de Progress of Female Virtue and Female Dissipation (Wellcome Collection).
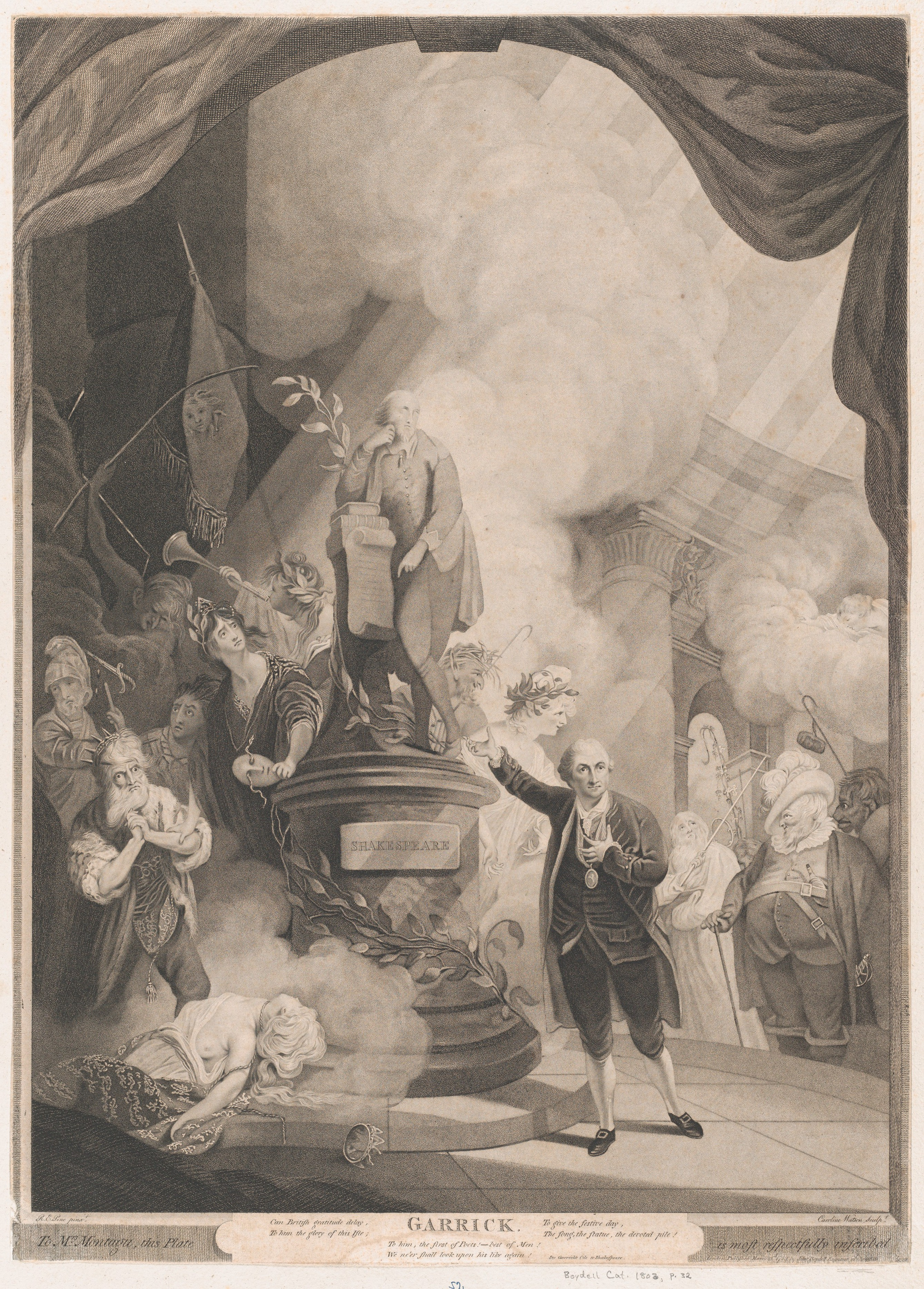
Garrick faisant un discours lors du Shakespeare Jubilee (1784, éditée par John Boydell, Metropolitan Museum of Art).
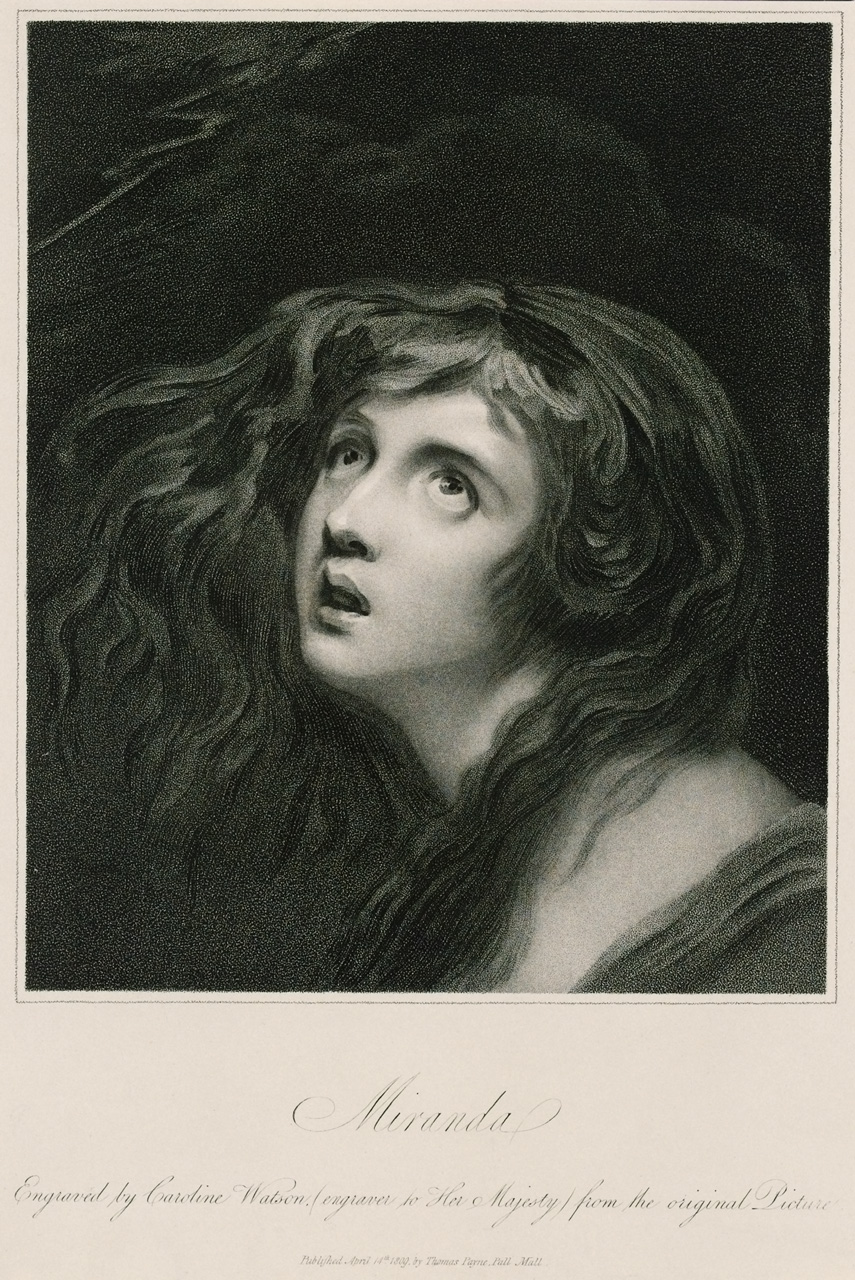
Miranda (Emma Hamilton) (d'après George Romney, 1809, Royal Museums Greenwich (en)).
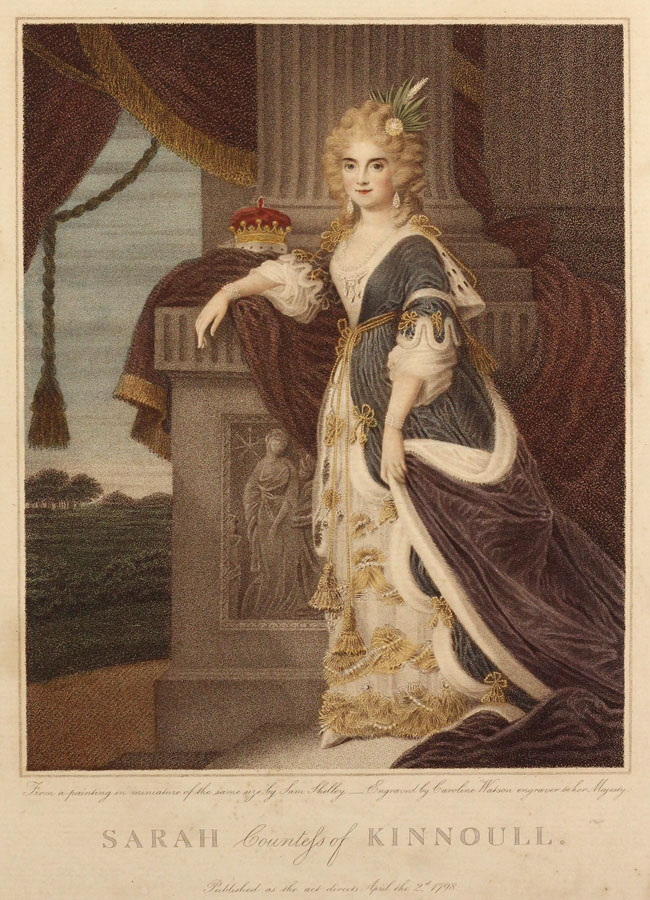
Sarah Countess of Kinnoull, gravure en couleurs d'après Samuel Shelley (années 1790, coll. priv.).

### Conservation des œuvres
Les œuvres de Caroline Watson sont conservées dans plusieurs institutions, parmi lesquelles :
- British Museum[16]
- National Portrait Gallery[12]
- Metropolitan Museum of Art[17]
- Musée d'Art d'Auckland[18]
- Galerie nationale d'Écosse[19]
- Bibliothèque nationale de France[20]
- Bibliothèque nationale d'Espagne[21]

### Expositions notables
Il est à noter que Caroline Watson n'a pas exposé publiquement ses estampes.
Ses aquatintes pour The Progress of Female Virtue and Female Dissipation ont été exposées en 1995 à Londres, lors de l'exposition de la Scottish National Portrait Gallery,.
En 2014, à l'occasion du 200e anniversaire de sa mort, David Alexander, conservateur honoraire des Estampes britanniques, organise l'exposition Caroline Watson and Female Printmaking in Late Georgian England au Fitzwilliam Museum, qui la situe dans le contexte de la gravure féminine de son temps et montre à quel point sa réalisation dans une profession à prédominance masculine a été « exceptionnelle ». Le catalogue d'exposition présente aussi sa correspondance avec William Hayley, qui met en lumière ses méthodes de travail et celles des autres graveurs de son temps.